# HMS Isis (1774)
HMS Isis (1774) — 50-пушечный корабль четвёртого ранга. Третий корабль Королевского флота, названный в честь Изиды. Заказан 25 декабря 1770 года. Спущен на воду 19 ноября 1774 в Чатеме. Достроен в феврале 1776.

## Служба
К 1776 году 50-пушечные корабли уже не считались пригодными для линии баталии, и потому не назывались «линейный корабль», а просто «корабль 4 ранга». Тем не менее, Адмиралтейство продолжало их строить, из-за относительной дешевизны.
50-пушечным во второй половине XVIII века отводились второстепенные роли, предположительно, вдали от главных направлений. Но глобальный характер войны и политика экономии приводили к тому, что им случалось быть в центре событий. Хотя на них смотрели как на расходный материал, Isis прослужил на удивление долго для своего типа, и участвовал во многих ключевых событиях.

### Война за независимость США
С начала службы находился на Североамериканской станции. Был флагманом вице-адмирала Самуэля Грейвза.
1778 — был в эскадре, оборонявшей Ньюпорт. Перешёл под командование адмирала Хау, прибывшего в Америку с подкреплениями. Был при Сэнди-Хук.
Участвовал в бою при Род-Айленде. Вначале боя не произошло, Хау переиграл более сильного д’Эстена манёвром. Затем противники были разбросаны штормом, после которого было несколько стычек между отдельными кораблями. 13 августа 1778 Isis обнаружил 74-пушечный César, и вступил в бой. Бой закончился неопределенно.
15 декабря в составе эскадры вице-адмирала Баррингтона был при Сент-Люсии.
1781 — вошёл в эскадру адмирала Джонстона (англ. George Jonestone), посланную из Англии для оккупации Капской колонии. Поход был прерван после боя с французами у Порто-Прайя.
1782 — вышел в Ост-Индию в составе эскадры адмирала Хьюза. С нею был во всех боях ост-индской кампании: при Садрасе, Провидене, Негапатаме, Тринкомали и наконец, уже после заключения мира, в 1783 году при Куддалоре.

### Французские революционные войны

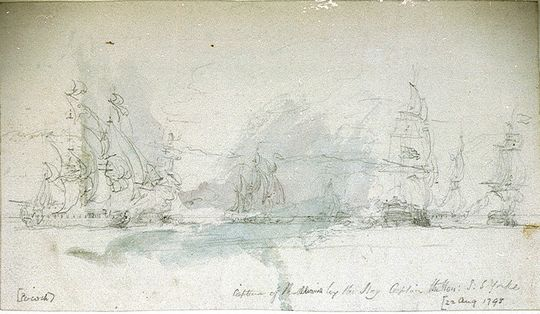
HMS Isis (справа) с боем берет Alliance, 1795

1797 — май, был замешан в мятеже в Норе. Октябрь — участвовал в сражении при Кампердауне, был в правой колонне адмирала Дункана.
1799 — капитан Митчелл (англ. W. Mitchell), Северное море. Флагман вице-адмирала сэра Эндрю Миллера (англ. Andrew Miller) во время экспедиции против Голландии.
1800 — капитан Дж. Оутон (англ. J. Oughton), Ширнесс.
1801 — капитан Джеймс Уокер (англ. James Walker). С эскадрой лорда Нельсона, атаковал оборонительную линию датчан при Копенгагене, 3 апреля 1801 года. Вел активный бой в течение четырёх с половиной часов с двумя из самых тяжелых блокшивов противника, пришвартованных примерно в двух кабельтовых друг от друга, и батареей из 14 пушек и 2 гаубиц между ними, с дистанции примерно в три кабельтовых.
Когда в строю остались лишь пять пушек, лейтенант Уильям Лайман (англ. William Layman) под огнём противника пополнил людьми и заменил всю левую батарею гон-дека.
Isis понес тяжелые потери: Даниэль Ламонд (англ. Daniel Lamond), мастер, Генри Лонг (англ. Henry Long), лейтенант морской пехоты, Джордж Мак-Кинли (англ. George M'Kinlay) и Томас Рэм (англ. Thomas Ram), мичмана, и армейский лейтенант Грант (англ. Grant), были убиты. Лейтенант Ричард Кормак (англ. Richard Cormack), а также Рубен Пэйн (англ. Ruben Pain), Саймон Фрэзер (англ. Simon Frazer) и Чарльз Джонс (англ. Charles Jones), мичмана, ранены. Из команды 22 матроса, 3 морских пехотинца и 2 солдат стрелкового корпуса были убиты; 69 матросов, 13 морских пехотинцев и 2 солдата ранены.
1801 — июль, капитан Уильям Ноуэлл (англ. William Nowell). Вернувшись в июле из Балтийского моря на HMS Glatton, он получил приказ принять командование Isis, находившимся в доке, перевести своих людей с Glatton, и немедленно готовить корабль к выходу. Хотя среди его экипажа было всего несколько обученных моряков, Isis за девять дней был переоснащен и стоял в готовности в Норе. Вошёл в эскадру лорда Нельсона у берегов Франции.
1801 — август, капитан Томас Харди.
Корабль прибыл в Портсмут из Даунс 26 февраля 1802 года. Оттуда вышел 21 апреля в Фалмут, принять на борт герцога Кентского для перехода в Гибралтар. Вернулся в Портсмут 29 мая.
В период Амьенского мира Isis был флагманом вице-адмирала Гамбье в Ньюфаундленде. При переходе через Атлантический океан попал в ураган, корабль положило на борт. Он потерял стеньги и утлегарь, все паруса были порваны. Бизань-мачту пришлось срубить, следом собирались валить грот-мачту, когда к счастью ветер спал. Корабль частично спрямился, а затем повернулся кормой к ветру.
1802 — капитан Брейс (англ. Brace).

### Наполеоновские войны
1803 — январь, капитан Лобб (англ. W. G. Lobb), Спитхед.
13 марта был получен приказ немедленно идти в Хозли-бей под командованием лейтенанта Лароша (англ. Laroche), так как капитан Лобб был в отпуске. Два дня спустя корабль был ещё в Спитхеде, а 18-го получил приказ идти в Даунс. Наконец, 27 марта вышел в Северное море, для перехода на позицию к Горее (sic!) в качестве флагмана контр-адмирала Эдварда Торнбро (англ. Edward Thornbrough).
Вечером в среду 27 апреля Isis встретил HMS Utrecht, капитан Роджерс (англ. Rogers), и контр-адмирал перенес флаг на него.
Isis вернулся в Портсмут во второй половине дня 29 апреля, для пополнения припасов перед возвращением на Ньюфаундленд, снова в качестве флагмана вице-адмирала Гамбье.
8 июня он принял на борт более 200 войск, а вечером 11-го лорд Гамбье прибыл из Лондона и поднял на нём свой флаг. 14 июня команде было выдано жалование, и 23 июня с вечерним приливом корабль вышел на Ньюфаундленд.
Isis вернулся в Портсмут с ньюфаундлендским конвоем 15 ноября. Он привел в порт приз, французское судно Caroline из Сан-Доминго, а также отбитые Union и Maria из Вест-Индии.
12 февраля 1804, с хорошим бризом от норд-оста, Isis вышел из Портсмута с конвоем Ост-Индской компании. Провел ночь на якоре в Сент-Хеленс и отправился дальше в первой половине дня. Конвой прошёл Плимут 15-го.
2 мая 1804 года военно-полевым судом на борту HMS Gladiator боцман Isis, Дж. Морган (англ. J. Morgan), был разжалован из унтер-офицеров в матросы.
1805 — февраль, капитан Оманни (англ. J. A. Ommanney), Спитхед. В апреле перешёл в Даунс, на усиление дозора за шестью голландскими линейными кораблями в Текселе и французской флотилией в Булони, а затем на Ньюфаундленд, в качестве флагмана вице-адмирала сэра Эразмуса Гауэра (англ. Erasmus Gower).
1806 — январь, капитан Уильям Каминг (англ. William Cuming). В начале 1806 сэр Эразмус назначил первого лейтенанта Isis, Абрахама Лоу (англ. Abraham Lowe), судьей острова (Ньюфаундленд). Он занимал эту должность пока Isis, под командованием капитана Джона Логарна (англ. John Laugharne), не вернулся в Англию с вице-адмиралом Холлоуэем (англ. John Holloway) в апреле 1807 года.
1809 — январь, капитан Дональд Мак-Лед, (англ. Donald M’Lead). Сентябрь, капитан Гранвилл Проби (англ. Granville Proby), Флот Канала.
1810 — корабль отправлен на слом и разобран.